# Sorex merriami
Sorex merriami е вид бозайник от семейство Земеровкови (Soricidae).

## Разпространение
Видът е разпространен в Канада и САЩ (Айдахо, Аризона, Вашингтон, Калифорния, Колорадо, Монтана, Небраска, Невада, Ню Мексико, Орегон, Уайоминг, Южна Дакота и Юта).